# Ricardo Ferreira da Silva
Ricardo Ferreira da Silva (Colatina, Espírito Santo, Brasil; 31 de diciembre de 1986) comúnmente como Ricardinho o Ricardinho Paraiba , es una futbolista profesional que juega como delantero en el Isidro Metapán de la Liga Pepsi.

## Trayectoria

### Santa Tecla
Paraiba firmó con el Santa Tecla de la Liga Pepsi en 2013.
Paraiba anotó un gol crucial en la victoria por 1-0 ante el Municipal Limeño en el partido de ida de los cuartos de final del Apertura 2018 en el Estadio José Ramón Flores , en noviembre de 2018.
Hasta hoy, es el máximo goleador del club periquito.

## Clubes
| Club                                        | País        | Año         | Partidos | Goles |
| ------------------------------------------- | ----------- | ----------- | -------- | ----- |
| Colatinense                                 | Brasil      | 2005        |          |       |
| Aracruz                                     | Brasil      | 2006        |          |       |
| Corinthians (Sub-20)                        | Brasil      | 2007        |          |       |
| Olé Brasil                                  | Brasil      | 2007        |          |       |
| Corinthians (Sub-23)                        | Brasil      | 2008        |          |       |
| Valeriodoce                                 | Brasil      | 2008        |          |       |
| Corinthians (Sub-23)                        | Brasil      | 2009        |          |       |
| Nakhon Pathom United                        | Tailandia   | 2009        | 16       | 2     |
| Corinthians (B)                             | Brasil      | 2010        |          |       |
| Noroeste                                    | Brasil      | 2010        | 25       | 10    |
| Vitória (Espírito Santo)                    | Brasil      | 2011        | 6        | 2     |
| Estrela do Norte                            | Brasil      | 2011        | 15       | 8     |
| Mineiros                                    | Brasil      | 2012        | 10       | 1     |
| Águia Negra                                 | Brasil      | 2012        | 12       | 3     |
| Alecrim                                     | Brasil      | 2013        | 9        | 2     |
| Ferroviária Vale do Rio Doce                | Brasil      | 2013        | 16       | 6     |
| Santa Tecla                                 | El Salvador | 2013 - 2016 | 85       | 41    |
| Al Minaa (Préstamo)                         | Irak        | 2016        | 3        | 0     |
| Santa Tecla                                 | El Salvador | 2016 - 2018 | 100      | 35    |
| Isidro Metapán                              | El Salvador | 2018 - 2019 | 19       | 9     |
| Santa Tecla                                 | El Salvador | 2019 - 2020 | 22       | 6     |
| Isidro Metapán                              | El Salvador | 2020 -      |          |       |
| Club Deportivo Leones Negros de la U. de G. | México      | 2021        | 14       | 5     |
| Total:                                      | Total:      | Total:      | 352      | 130   |

## Palmarés
| Competición | Club        | País        | Año           |
| ----------- | ----------- | ----------- | ------------- |
| Liga Pepsi  | Santa Tecla | El Salvador | Clausura 2015 |
| Liga Pepsi  | Santa Tecla | El Salvador | Apertura 2016 |
| Liga Pepsi  | Santa Tecla | El Salvador | Clausura 2017 |
| Copa INDES  | Santa Tecla | El Salvador | 2016-17       |